# 사드 알셰흐리
사드 알리 알셰흐리(아랍어: سعد الشهري, Saad Ali Al-Shehri, 1980년 1월 9일 ~ )는 사우디아라비아의 전직 축구 선수 출신 축구 지도자이다. 현재 알이티파크 FC 감독직을 맡고 있다.